# Brasiliomyces
Brasiliomyces — рід грибів родини Erysiphaceae. Назва вперше опублікована 1944 року.

## Види
База даних Species Fungorum станом на 27.10.2019 налічує 6 видів роду Brasiliomyces:
- Brasiliomyces chiangmaiensis To-Anun & S.Takam., 2003
- Brasiliomyces entadae Marasas & Rabie, 1966
- Brasiliomyces malachrae (Seaver) Boesew., 1980
- Brasiliomyces malvastri Viégas, 1944
- Brasiliomyces setosus Hodges, 1986
- Brasiliomyces trinus (Harkn.) R.Y.Zheng, 1984